# Сондерс, Дин
Дин Ни́колас Со́ндерс (англ. Dean Nicholas Saunders; род. 21 июня 1964, Суонси) — валлийский футболист, центральный нападающий. Известен по выступлениям за «Ливерпуль», «Астон Виллу» и сборную Уэльса. После завершения карьеры футболиста тренировал ряд английских клубов. Сын известного защитника «Ливерпуля» Роя Сондерса.

## Клубная карьера
В профессиональном футболе Сондерс дебютировал в валлийском клубе «Суонси Сити», с 1985 года играл в английских клубах «Брайтон энд Хоув Альбион», «Оксфорд Юнайтед», «Дерби Каунти», пока в 1991 году не оказался в «Ливерпуле», в котором провёл лишь 1 сезон, но сумел за это время завоевать вместе с командой Кубок Англии и стать лучшим бомбардиром Кубка УЕФА. С 1992 по 1995 годы играл за «Астон Виллу», вместе с которой стал вице-чемпион Англии. В 1995 году перешёл в турецкий «Галатасарай», проведя в котором один сезон, вернулся в английский чемпионат. В дальнейшем карьера Сондерса пошла на спад, и, сменив ещё несколько клубов, он завершил карьеру в 2001 году в «Брэдфорд Сити».

## Карьера в сборной
В составе национальной сборной Сондерс дебютировал 26 марта 1986 года в матче со сборной Ирландии. Всего в составе сборной провёл 75 матчей, в которых забил 22 гола, по обоим этим показателям он входит в пятёрку лучших игроков сборной Уэльса за все времена.

## Тренерская карьера
Спустя несколько лет после завершения карьеры футболиста Сондерс стал тренером клуба Национальной Конференции «Рексем». В 2011 году пошёл на повышение в клуб Чемпионшипа «Донкастер Роверс», но вылетел с ним в первую лигу, после чего перешёл в «Вулверхэмптон Уондерерс», с которым также вылетел из Чемпионшипа в первую лигу, после чего был уволен.

## Достижения
- Вице-чемпион Англии (1): 1992/93
- Обладатель Кубка Англии (1): 1992
- Обладатель Кубка Футбольной лиги (1): 1994
- Финалист Суперкубка Англии (1): 1992
- Обладатель Кубка Турции (1): 1996
- Лучший бомбардир Кубка УЕФА (1): 1991/92
- Номинация на Золотой мяч France Football 1991: 13-е место